# آلبرتو اچه‌بره
آلبرتو اِچه‌بره (اسپانیایی: Alberto Etchebehere‎؛ ۱۹۰۳ – ۱۹۶۵) فیلم‌بردار اهل آرژانتین بود.
از فیلم‌ها یا برنامه‌های تلویزیونی که وی در آن نقش داشته است می‌توان به کنت مونت کریستو اشاره کرد.